# Правочин
Правочи́н — дія особи, спрямована на набуття, зміну або припинення цивільних прав і обов'язків.
«Правочин» є терміном, який раніше використовувався в українському законодавстві протягом 1920-1930-х років та застосований в новому Цивільному кодексі України, в якому йому відведено окрему главу. Раніше в цивільному праві вживався термін «угода», під яким розуміли вольові, правомірні дії громадян чи організацій, спрямовані на встановлення, зміну або припинення цивільних прав і обов'язків.
Ст. 202 Цивільного кодексу України визначає правочин як дію особи, спрямовану на набуття, зміну або припинення цивільних прав та обов'язків. Правочин, зокрема договір, є однією з найпоширеніших підстав виникнення, зміни та припинення цивільних правовідносин у системі юридичних фактів. Через що інститут правочинів можна назвати одним з найважливіших у науці цивільного права.
Правочин — вольовий акт і цим відрізняється від подій, що відбуваються незалежно від волі людини
Правочин — це правомірна вольова дія. Така позиція переважає в юридичній літературі. Правомірність правочину означає, що він є юридичним фактом, який породжує ті правові наслідки, наступу яких бажають сторони і які відповідають вимогам закону. Своєю правомірністю правочини відрізняються від правопорушень (деліктів) — вольових дій, що суперечать вимогам закону та тягнуть за собою правові наслідки, які сторони не бажали отримати. Згідно із законом правочин завжди є правомірним, якщо його недійсність прямо не встановлена законом або якщо він не визнаний судом недійсним.

## Види правочинів
В науковій літературі розрізняють наступні критерії класифікації і відповідні види правочинів:
- від числа сторін правочину, вираз волі яких є необхідним для його вчинення:
  - односторонні — це дія однієї сторони, яка може бути представлена однією або кількома особами. Односторонній правочин може створювати обов'язки лише для особи, яка його вчинила. Наприклад, заповіт. Односторонній правочин може створювати обов'язки для інших осіб лише у випадках, встановлених законом, або за домовленістю з цими особами.
  - двосторонні —  правочин, для вчинення якого потрібно узгодження волі двох осіб (зустрічної та такої, що збігається).
  - багатосторонні — правочин, для вчинення яких потрібно узгодження волі більше ніж двох осіб, наприклад договір про сумісну діяльність.
- за характером правовідносин, що виникають на підставі правочину:
  - оплатні — правочин, в якому одна сторона за виконання нею обов’язку повинна отримати відповідне відшкодування, чи то у формі грошей, інших майнових цінностей, чи то у формі іншого зустрічного надання, наприклад купівля-продаж.
  - безоплатні — правочин, в якому майнового відшкодування або іншого зустрічного надання за виконане зобов'язання не передбачено, наприклад, договір позички.
- від моменту, коли правочин породжує права та обов'язки для сторін:
  - консенсуальні —  правочин, який вважається укладеним із моменту досягнення домовленості між сторонами за всіма істотними умовами, наприклад, купівля-продаж.
  - реальні — правочин, для якого досягнення домовленості є недостатнім, моментом його укладення вважають момент фактичного виконання дій, наприклад, позика, перевезення, дарування.
- від значення підстав правочину для його дійсності:
  - каузальні — правочин, із якого чітко зрозуміло, яка правова мета. Недотримання цієї умови тягне недійсність правочину.
  - абстрактні — правочин, в якому його мета (підстава) є юридично не важливою, наприклад вексель.
- за характером дії:
  - умовні
  - безумовні
- за характером довіри:
  - фідуціарні (від лат. fiducia — довіра) — правочини, які мають довірчий характер, потребують особливої довіри сторін при їх вчиненні. Прикладами фідуціарного правочину є договір доручення та довіреність. Втрата довіри у вказаному фідуціарному правочині може призвести до відмови від нього (його розірвання).
  - нефідуціарні — правочини, що не мають довірчого характеру.

## Умови дійсності правочинів
Правочин є дійсним, якщо він відповідає загальним вимогам, додержання яких є необхідним для його чинності. До вказаних умов можна віднести:
- Законність змісту правочину.
- Здатність суб’єкта правочину до його вчинення.
- Вільне волевиявлення учасників правочину та його відповідність внутрішній волі.
- Відповідність форми вчинення правочину вимогам закону.
- Спрямованість правочину на настання правових наслідків.
- Захист інтересів малолітніх, неповнолітніх чи непрацездатних осіб.